# Adolphe Salmon (négociant)
Pour les articles homonymes, voir Adolphe Salmon (homonymie) et Salmon.
Adolphe Salmon, né le 3 mars 1835 à Donnelay (Lorraine) et décédé le 21 janvier 1898 à Paris, est un négociant français fortement engagé dans l'amitié franco-américaine.
Fondé de pouvoir et ami intime du sculpteur Auguste Bartholdi, il joue un rôle important dans la représentation française en Amérique et dans la présence des œuvres de Bartholdi aux États-Unis,,.

## Biographie
Né d'un père boulanger et d'une mère qui meurt à sa naissance, il émigre en 1861 à l'âge de 26 ans à New York et y monte sa première société en 1864 dans le quartier de Chatham. Puis il fonde en 1865 le Cercle français de l'Harmonie,,,, un club d'affaires incontournable pour la relation franco-américaine, qu'il préside durant dix ans . Ce cercle finance entre autres le socle de la statue du marquis de La Fayette à Union Square en 1876, il est également chargé de l'accueil de la délégation française aux cérémonies d'inauguration de la statue de la Liberté en 1886.
En 1871, Adolphe Salmon fait la connaissance d'Auguste Bartholdi lors du premier voyage de ce dernier aux États-Unis. Il intègre très vite le projet de la Statue de la Liberté, cadeau que le peuple français projette d'offrir pour le centenaire de la Déclaration d'indépendance des États-Unis en 1876.
La réalisation de cette statue prenant du retard, en 1875 Salmon transporte à ses frais de Paris à New York une autre statue de Bartholdi, celle de Lafayette,,,. Elle est inaugurée en 1876, l'année du centenaire des États-Unis, et donne ainsi sa légitimité à Bartholdi en terre américaine, sauvant en même temps la France de l'humiliation. Adolphe Salmon est alors sollicité par Édouard Lefebvre de Laboulaye, initiateur de la statue de la Liberté, pour monter à New York un comité de financement à l'instar de celui qui existe à Paris,.
En mars 1875, lors d'un voyage en France, la fiancée américaine d'Adolphe Salmon, Sarah Coblenzer (New York, 1844 - Paris, 1904), pose pour Bartholdi qui est en train de composer le visage de la statue de la Liberté,,,,. Le sculpteur projette certainement sa propre vision mais la ressemblance avec les traits néo-classiques de Sarah est indéniable.
Naturalisé américain en 1875, Adolphe Salmon participe à de nombreuses expositions internationales où il parfois nommé membre du jury,. Il est sollicité par de nombreux industriels européens pour les représenter aux États-Unis et par des sociétés américaines pour les faire connaître en Europe. Il agit de même avec les œuvres de Bartholdi, soutenant financièrement les projets du sculpteur. Ainsi est-il l'un des principaux financeurs de la statue de la Liberté de Paris en 1885.
Une série de lettres de Bartholdi à Salmon et autres documents font état du rôle permanent de Salmon dans les intérêts de Bartholdi à l'étranger comme en France,,. L'installation des Salmon à Paris permet aux deux familles de se fréquenter régulièrement. Bartholdi est le témoin de mariage de l'une des filles de Sarah, née d'un premier mariage.
En 1897, Salmon fait acheter la réplique du groupe Washington et Lafayette de Bartholdi (dont l'original est à Paris) par Charles B. Rouss, un marchand américain. Rouss en fait don à la Ville de New York ; elle est implantée en 1900 au Lafayette Square. Ainsi, Salmon a-t-il pris part aux trois statues de Bartholdi à New York.
Adolphe Salmon meurt le 21 janvier 1898 d'un choc septique dû à une infection à la lèvre. Il est inhumé au cimetière du Montparnasse à Paris dans la même allée qu'Auguste Bartholdi.